# Moralna panika
Moralna panika (engleski Moral panic ) je izraz za situaciju u kojoj se nekom društvu na temelju nekoliko izoliranih, preuveličanih ili na senzacionalističkih način protumačenih incidenata stvorilo ili nastoji stvoriti uvjerenje kako društvu, državi ili temeljima moralnog poretka prijeti smrtna opasnost, a koja se može otkloniti jedino radikalnim, i u pravilu represivnim mjerama.
Izraz je prvi rabio engleski sociolog Jock Young, a popularizirao njegov kolega Stanley Cohen.
Jedan od najpoznatijih slučajeva moralne panike se vezuje uz objavljivanje knjige Seduction of the Innocent američkog psihijatra Fredrica Werthama 1954. godine, koja je potakla uvođenje višedesetljetnog sustava stroge cenzure stripova. 

## Vanjske poveznice
- Section 3.4: "Interpreting the crime problem" from Free OpenLearn LearningSpace Unit DD100_1 Online Open Education Resource Creative Commons by-nc-s Licensed (originally written for the Open University Course, DD100, 2000)